# Selenia perforans
Selenia perforans — вид грибів, що належить до монотипового роду  Selenia.